# GÖZE
GÖZE is een Vlaamse folkgroep die concerten maar ook folkbals speelt. De naam GÖZE is acroniem voor "Gezellig Onderuit Zonder Elektriek".

## Historiek
In 2000 begon de groep met Maarten Decombel op gitaar en Wim Claeys op trekzak. Op 21 april 2003 werd een concert in 't Trefpunt (Gent) opgenomen en samen met studio-opnames uitgebracht als debuutplaat. Samen met zangeres Olle Geris werd Göze tweede bij de 48 deelnemers aan een Europese wedstrijd voor traditionele muziek en folk. In 2003 speelde het duo in de clubtent van het Festival Dranouter. Het debuut werd goed onthaald en sindsdien speelt GÖZE ook als kwintet met Sam Van Ingelgem op bas, Jo Zanders op percussie en Toon Van Mierlo op sopraansax en doedelzak.

## Discografie
- Gezellig Onderuit Zonder Elektriek (2004)[3]
- Live en Flandre (2007), met Gilles Chabenat en Frédéric Paris
- Quand on est bien amoureux (2008)